# J-I

J-I

J-I – należąca do NASDA japońska rakieta nośna zasilana paliwem stałym. Wystartowała tylko raz, w lutym 1996, wynosząc na trajektorię balistyczną demonstrator Hyflex. Nigdy nie startowała w konfiguracji do lotów orbitalnych, choć było w planach wyniesienie satelity Kirari (ostatecznie wystrzelonego rakietą Dniepr).